# Klein-Nishina-Wirkungsquerschnitt

Klein-Nishina-Wirkungsquerschnitt für den Streuwinkel bei verschiedenen Energien
(Einspeisung von links, d. h. bei 180°)

Der Klein-Nishina-Wirkungsquerschnitt ist der Wirkungsquerschnitt, der die Winkelverteilung von Photonen angibt, die an ruhenden, punktförmigen, geladenen Teilchen gestreut werden (Compton-Streuung). Er wurde 1929 von Oskar Klein und Yoshio Nishina für das Elektron berechnet und war eines der ersten Ergebnisse der Quantenelektrodynamik.  Er stimmt mit den experimentellen Ergebnissen überein. In diesem Artikel wird die Rechnung für das Elektron nachvollzogen; für andere punktförmige Teilchen sind die Elementarladung {\displaystyle e} und die Elektronenmasse {\displaystyle m} durch entsprechende Parameter abzuändern.
Die nun folgenden Formeln sind nicht im SI-System, sondern in einem für die Teilchenphysik angepassten natürlichen Einheitensystem angeschrieben, in dem gilt:
{\displaystyle \varepsilon _{0}=\hbar =c=1.}

## Definition
Bei der Photon-Teilchen-Streuung legen in einer halbklassischen Rechnung Energie- und Impulserhaltung fest, wie die Energie {\displaystyle E'} des gestreuten Photons vom Streuwinkel {\displaystyle \theta } und der ursprünglichen Photonenenergie {\displaystyle E} abhängt (siehe Compton-Effekt):
{\displaystyle {\frac {E'}{E}}={\frac {1}{1+{\frac {E}{m}}(1-\cos \theta )}}}
Aus den Erhaltungssätzen folgt aber nicht, wie häufig dieser oder jener Streuwinkel auftritt. Diese Häufigkeit wird durch den differentiellen Wirkungsquerschnitt {\displaystyle \mathrm {d} \sigma /\mathrm {d} \Omega } angegeben. Er lautet im Laborsystem für unpolarisierte Photonen:
{\displaystyle {\frac {\mathrm {d} \sigma }{\mathrm {d} \Omega }}_{\text{ Klein-Nishina}}={\frac {1}{2}}{\frac {\alpha ^{2}}{m^{2}}}\left({\frac {E'}{E}}\right)^{2}\left({\frac {E'}{E}}+{\frac {E}{E'}}-\sin ^{2}\theta \right)}
mit
- dem Raumwinkelelement {\displaystyle \mathrm {d} \Omega =\mathrm {d} \cos \theta \,\mathrm {d} \phi }
- der Feinstrukturkonstante {\displaystyle \alpha ={\frac {e^{2}}{4\pi }}\approx {\frac {1}{137}}} (natürliches Einheitensystem angewendet, s. o.)
  - der Elementarladung {\displaystyle e}.

Eine Integration über den differentiellen Wirkungsquerschnitt liefert den totalen Wirkungsquerschnitt:
{\displaystyle \sigma =\int {\frac {\mathrm {d} \sigma }{\mathrm {d} \Omega }}\mathrm {d} \Omega ={\frac {\pi \alpha ^{2}}{m^{2}}}{\frac {1}{x^{3}}}\left({\frac {2x(2+x(1+x)(8+x))}{(1+2x)^{2}}}+((x-2)x-2)\log(1+2x)\right)}
mit der Abkürzung {\displaystyle x=E/m}.

## Grenzfälle

### Niederenergetischer Grenzfall
Für Photonenergien, die klein gegen die Ruheenergie des Elektrons sind, gilt aufgrund der Masselosigkeit des Photons {\displaystyle E\to 0} und somit
{\displaystyle \lim _{E\to 0}{\frac {E'}{E}}=1};
dann geht der Klein-Nishina-Wirkungsquerschnitt gegen den Thomson-Wirkungsquerschnitt, den Joseph Thomson für die Streuung einer elektromagnetischen Welle an einer Punktladung berechnet hatte:
{\displaystyle {\frac {\mathrm {d} \sigma }{\mathrm {d} \Omega }}_{\text{ Thomson}}={\frac {1}{2}}{\frac {\alpha ^{2}}{m^{2}}}\left(1+\cos ^{2}\theta \right)}
mit dem Polarisationsfaktor {\displaystyle {\frac {1+\cos ^{2}\theta }{2}}}.
Für kleine Energien ist Rückwärtsstreuung des Photons also genauso wahrscheinlich wie Vorwärtsstreuung (vgl. Abbildung); erst bei höheren Energien wird Vorwärtsstreuung wahrscheinlicher (s. u.).
Für niederenergetische Photonen ist der totale Wirkungsquerschnitt nach einer Integration über den Raumwinkel {\displaystyle d\Omega } bis auf einen Faktor 8/3 die Fläche einer Kreisscheibe, deren Radius der klassische Elektronenradius {\displaystyle r_{\text{e}}=\alpha \hbar /(cm_{\text{e}})} ist:
{\displaystyle \sigma _{\text{Thomson}}={\frac {8\pi }{3}}r_{\text{e}}^{2}}
mit der Elektronenmasse {\displaystyle m_{\text{e}}}.

### Hochenergetischer Grenzfall
Der totale Wirkungsquerschnitt im hochenergetischen Grenzfall {\displaystyle E\to \infty } ergibt sich aus einer Entwicklung im Parameter {\displaystyle x} zu
{\displaystyle \sigma ={\frac {\pi \alpha ^{2}}{Em}}\left({\frac {1}{2}}+\ln {\frac {2E}{m}}\right)}.
Er fällt demnach bei hohen Photonenenergien mit der Energie ab.

## Herleitung
Der fundamentale Prozess, der zum Klein-Nishina-Wirkungsquerschnitt führt, ist die Compton-Streuung {\displaystyle \gamma e^{-}\rightarrow \gamma e^{-}}. Bezeichnet {\displaystyle p} den Impuls des einlaufenden Elektrons und {\displaystyle k(k')} den des ein(aus)laufenden Photons (der Impuls des auslaufenden Elektrons {\displaystyle p'} ist durch den Energie-Impuls-Erhaltungssatz bestimmt und keine unabhängige Größe), so lautet das Spin-gemittelte quadrierte Matrixelement der Streumatrix:
{\displaystyle {\overline {\left|{\mathcal {M}}\right|^{2}}}=2e^{4}\left[{\frac {pk'}{pk}}+{\frac {pk}{pk'}}+2m^{2}\left({\frac {1}{pk}}-{\frac {1}{pk'}}\right)+m^{4}\left({\frac {1}{pk}}-{\frac {1}{pk'}}\right)^{2}\right]}
Für die Berechnung des differentiellen Wirkungsquerschnitts aus dem lorentzinvarianten Matrixelement muss ein Bezugssystem gewählt werden, im Fall des Klein-Nishina-Wirkungsquerschnitts das Ruhesystem des Elektrons. Weiterhin können die Koordinaten so gewählt werden, dass das einfallende Photon in {\displaystyle z}-Richtung propagiert. Dann gilt mit {\displaystyle p=(m,0,0,0)} und {\displaystyle k=(E,0,0,E)} sowie {\displaystyle k'=(E,E\sin \theta ,0,E\cos \theta )} für das Matrixelement
{\displaystyle {\overline {\left|{\mathcal {M}}\right|^{2}}}=2e^{4}\left[{\frac {E'}{E}}+{\frac {E}{E'}}+2m\left({\frac {1}{E}}-{\frac {1}{E'}}\right)+m^{2}\left({\frac {1}{E}}-{\frac {1}{E'}}\right)^{2}\right]}
Den Quotienten der Energien von gestreutem und einfallenden Photon erhält man über den Energie-Impuls-Erhaltungssatz mittels
{\displaystyle m^{2}=p'^{2}=(p+k-k')^{2}=m^{2}+2m(E-E')-2EE'(1-\cos \theta )}
wie bereits obig postuliert, zu
{\displaystyle {\frac {E'}{E}}={\frac {1}{1+{\frac {E}{m}}(1-\cos \theta )}}}.
Der differentielle Wirkungsquerschnitt ergibt sich nun quantenfeldtheoretisch nach
{\displaystyle \int \mathrm {d} \sigma ={\frac {1}{2E_{A}\,2E_{B}\Delta v}}\int \mathrm {d} \Pi {\overline {|{\mathcal {M}}|^{2}}}}
mit den Energien {\displaystyle E_{A},E_{B}} der Streupartner, der Geschwindigkeitsdifferenz {\displaystyle \Delta v=|v_{A}-v_{B}|} sowie dem Phasenraum-Integral
{\displaystyle \int \mathrm {d} \Pi =\left(\prod _{f}\int {\frac {\mathrm {d} ^{3}p_{f}}{(2\pi )^{3}}}{\frac {1}{2E_{f}}}\right)(2\pi )^{4}\delta ^{(4)}(\sum p_{i}-\sum p_{f})},
wobei {\displaystyle p_{i}(p_{f})} für die Viererimpulse der eingehenden (ausgehenden) Teilchen stehen und die Delta-Distribution die Energie-Impuls-Erhaltung sichert.
Im Fall der Compton-Streuung ergibt sich das Phasenraumintegral schließlich zu
{\displaystyle \int \mathrm {d} \Pi ={\frac {1}{16\pi ^{2}}}\int \mathrm {d} \Omega {\frac {E'^{2}}{Em}}}
sowie aufgrund der Konstanz der Lichtgeschwindigkeit trivialerweise {\displaystyle \Delta v=1}.
Alles zusammengefügt und mithilfe des Energie-Impuls-Erhaltungssatzes teilweise vereinfacht, ergibt dies schließlich den Klein-Nishina-Wirkungsquerschnitt
{\displaystyle \mathrm {d} \sigma ={\frac {1}{2}}{\frac {\alpha ^{2}}{m^{2}}}\left({\frac {E'}{E}}\right)^{2}\left[{\frac {E'}{E}}+{\frac {E}{E'}}-\sin ^{2}\theta \right]\mathrm {d} \Omega }